# Ș

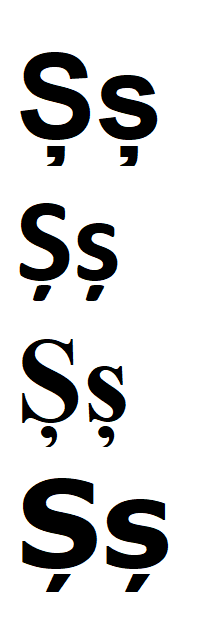
Vizualizace rumunského písmene ș (s s čárkou pod písmenem) v písmech Arial, Calibri, Times New Roman a Verdana.

Ș (minuskule ș; S s čárkou pod písmenem) je písmeno rumunské abecedy. Označuje foném /ʃ/, neznělou alveolární frikativu (ve češtině přibližně odpovídá písmenu "š").
Spolu s písmenem Ț ț ho do rumunského pravopisu zavedl Petru Maior v knize Orthographia romana sive latino-valachica una cum clavi v roce 1819.
S s čárkou bylo zavedeno až v Unicode 3.0 a poměrně hodně písem ho neobsahuje (například operační systémy Windows ho obsahují ve standardní instalaci až od Windows XP), proto se v rumunských textech téměř všeobecně používá nesprávné Ş ş s cedillou. V některých kontextech, například u obrazovek s nízkým rozlišením a výtisků, je vizuální rozdíl mezi ș a ş minimální.

## Reprezentace Unicode
Písmeno Ș (velká písmena) je v Unicode reprezentováno jako U+0218 LATIN CAPITAL LETTER S WITH COMMA BELOW a písmeno ș (malá písmena) jako U+0219 LATIN LOWER CASE LETTER T WITH COMMA BELOW.

## Klávesnice

### Compose key
V případě skládání znaku pomocí klávesy Compose pro čárku pod písmenem použijeme středník.